# Kecamatan Grabag (distrikt i Indonesien, lat -7,81, long 109,88)
Kecamatan Grabag är ett distrikt i Indonesien.   Det ligger i provinsen Jawa Tengah, i den västra delen av landet, 400 km sydost om huvudstaden Jakarta.
Tropiskt monsunklimat råder i trakten. Årsmedeltemperaturen är 24 °C. Den varmaste månaden är september, då medeltemperaturen är 26 °C, och den kallaste är december, med 24 °C. Genomsnittlig årsnederbörd är 3 277 millimeter. Den regnigaste månaden är januari, med i genomsnitt 566 mm nederbörd, och den torraste är september, med 16 mm nederbörd.